# استودبیکر
استودبیکر (به انگلیسی: Studebaker) شرکت خودروسازی آمریکایی بود، که در زمینه تولید وسایل نقلیه، خودرو، کالسکه و واگن فعالیت می‌کرد. شرکت استودبیکر در سال ۱۸۵۲ توسط برادران استودبیکر تأسیس شد و در سال ۱۹۶۷ منحل گردید.